# A Touch Of Glass
A Touch Of Glass é o segundo álbum da carreira solo do guitarrista de blues brasileiro André Christovam. O título do álbum é uma brincadeira com o termo ‘a touch of class’ (um toque de classe). A expressão ‘a touch of glass’ (um toque de vidro), foi escolhida devido ao uso que de Christovam faz do bottleneck (slide de vidro) em quase todas as faixas, e também por ele usar óculos (glasses).
Com esse trabalho, André realizou 70 shows em seis meses, culminando com duas apresentações no Tobbaco Road, em Miami, com casa lotada.

## Faixas
- Todas as faixas compostas por André Christovam, exceto "The Stumble", por Freddie King, e "One Kind Favor", por Blind Lemon Jefferson.

Lado A
01. Wolf & Sheep - 3:16

02. Leave My Money Alone - 4:26

03. The Stumble - 4:00

04. Santa Cecilia - 0:27

05. Love Jar Blues - 5:21

Lado B
06. Edo - 0:20

07. Flag Pole - 3:35

08. Tintagel - 0:31

09. One Kind Favor - 4:00

10. Oh! Captain My Captain - 1:55

11. Brown Candles - 5:39

12. Oh! Captain My Captain (Reprise) - 1:55

## Créditos Musicais
- André Christovam - Voz, Guitarra, Violões e Lap Steel
- Márcio Vitulli - Baixo Elétrico
- Paulo Zinner - Bateria
- Johnny “Boy” Chaves – Hammond B3, Piano e Celeste